# Ninja-kun's Demon Castle Adventure
Ninja-kun's Demon Castle Adventure (忍者くん魔城の冒険 Ninja-kun Ma-jō no Bōken?) es el primer juego en la Serie Ninja-Kun. Fue lanzado para los Arcades, para Famicom, y MSX por Jaleco en 1984. The MSX version was the only version released outside of Japan, as it was released in Europe under the name "Ninja". 

## Jugabilidad
Ninja-kun's Demon Castle Adventure presenta tres niveles de desplazamiento hacia arriba que se repiten y se vuelven más difíciles. El objetivo es derrotar a los enemigos en cada pantalla y avanzar a la siguiente pantalla. El jugador puede atacar con shurikens y saltar sobre la cabeza de los enemigos para aturdirlos. Ocasionalmente, aparecerá un orbe y si el jugador recolecta tres, se desbloqueará un nivel de bonificación.

## Recepción
En Japón, Game Machine incluyó a Ninja-Kid en su edición del 15 de noviembre de 1984 como la segunda unidad de juegos de mesa de mayor éxito del mes.
- Datos: Q16611924